# Geiselhöring
Geiselhöring é um município da Alemanha, situado no distrito de Straubing-Bogen, no estado da Baviera. Tem 99,96 km² de área, e sua população em 2019 foi estimada em 6.824 habitantes.